# Крок з даху
«Крок з даху» (рос. «Шаг с крыши») — український радянський художній фільм 1970 року режисера Радомира Василевського.

## Сюжет
П'ятикласник Вітька знайомиться на даху з чарівною синьою вороною. За її допомогою він здійснює подорож у часі і потрапляє в кам'яну добу, до Франції часів мушкетерів і у 1919 рік…

## У ролях
- Дмитро Ніколаєв
- Нета Боярська
- Георгій Мілляр
- Микола Корноухов
- Анатолій Яббаров
- Олександр Потапов
- Лев Пригунов
- Анатолій Обухов
- Володимир Балон
- Роман Ткачук
- Георгій Віцин
- Єлизавета Нікіщіхіна
- Борислав Брондуков
- Антоніна Шуранова
- Федір Одиноков — чапаєвець Василій
- Олександр Березняк
- Іван Рижов — козак Круговой
- Сергій Плотніков
- Лілія Євстигнєєва

## Творча група
- Сценарист: Радій Погодін
- Режисер-постановник: Радомир Василевський
- Оператор-постановник: Федір Сильченко
- Композитор: Геннадій Гладков
- Художник-постановник: Олександра Конардова
- Режисер: В. Вінніков
- Хореограф: З. Боярська
- Текст пісень: Юрій Ентін
- Редактор: Василь Решетников
- Директор картини: А. Сердюков